# Marian Mostowiec
Marian Mostowiec vel Marian Wichura pseud.: Lis, Łapa (ur. 14 września 1913 w Warszawie, zm. 3 kwietnia 1979 tamże) – oficer Wojska Polskiego, Polskich Sił Zbrojnych i Armii Krajowej, kapitan piechoty służby stałej, cichociemny.

## Życiorys
Urodził się w rodzinie Adama, woźnego w szkole, i Rozalii z Danielskich. W 1932 roku zdał maturę po ukończeniu III Gimnazjum Męskim Związku Nauczycieli Polskich Szkół Średnich w Warszawie. W latach 1933–1935 uczył się w Szkole Podchorążych Piechoty w Ostrowi Mazowieckiej. Na stopień podporucznika został mianowany ze starszeństwem z 15 października 1935 i 237. lokatą w korpusie oficerów piechoty. Po promocji został wcielony do 41 pułku piechoty w Suwałkach. Od 1936 był instruktorem sportów spadochronowych. Na stopień porucznika został awansowany ze starszeństwem z dniem 19 marca 1939 i 233. lokatą w korpusie oficerów piechoty. W lipcu 1939 został przeniesiony do 2 pułku piechoty KOP „Karpaty”.
We wrześniu 1939 roku walczył jako dowódca plutonu 2. kompanii karabinów maszynowych batalionu KOP „Komańcza” tegoż pułku. 5 września dostał się do niewoli słowackiej, z której zbiegł 20 października i 23 października przekroczył granicę słowacko-węgierską. W listopadzie dotarł do Francji, gdzie służył najpierw w 1 pułku piechoty, a potem w 2 pułku piechoty 1 Dywizji Grenadierów, następnie walczył jako dowódca plutonu w 2 kompanii 2 batalionu strzelców podhalańskich 1 Półbrygady Samodzielnej Brygady Strzelców Podhalańskich. Brał udział w bitwie o Narwik. W czerwcu 1940 roku przedostał się do Wielkiej Brytanii, gdzie został skierowany początkowo na stanowisko dowódcy plutonu 1 kompanii ckm 1 batalionu strzelców podhalańskich 1 Brygady Strzelców, następnie na stanowisko zastępcy dowódcy 1 kompanii ckm 1 batalionu ckm Korpusu.
Po przeszkoleniu w dywersji został zaprzysiężony 24 sierpnia 1942 roku w Oddziale VI Sztabu Naczelnego Wodza. Zrzutu dokonano w nocy z 16 na 17 lutego 1943 roku w ramach operacji „Rasp”. Dostał przydział do Kedywu Okręgu Wilno AK, a od września 1943 roku do Kedywu miasta Wilno („Garnizon”) na stanowisko instruktora dywersji. Prowadził szkolenia w zakresie dywersji oraz metod likwidacji. W kwietniu 1944 roku został przeniesiony do 6 Brygady Dyspozycyjnej (6 Wileńskiej Brygady AK) na stanowisko oficera w dyspozycji dowódcy brygady. Jego zadaniem, jako specjalisty minera, było przygotowanie wysadzenia mostu na rzece Uła koło Marcinkańc w razie wybuchu powstania powszechnego. Od około 13 lipca 1944 roku był dowódcą nowo formowanego pododdziału, który miał być docelowo batalionem piechoty zmotoryzowanej.
Po sierpniu 1944 roku został aresztowany i po ciężkim śledztwie do listopada 1947 roku przebywał w więzieniach lub na zesłaniu w ZSRR. W lipcu 1947 roku internowany w obozie NKWD nr 150 w Griazowcu. Od stycznia 1948 roku pracował jako starszy referent branżowy w Biurze Sprzedaży Przemysłu Precyzyjnego i Optycznego we Wrocławiu, a od stycznia 1949 roku jako kierownik sekcji importowej w Polskim Towarzystwie Maszyn i Narzędzi „Polimpex” Sp. z o.o. w Warszawie.
W okresie od października 1950 roku do maja 1951 roku był ponownie więziony, pod zarzutem szpiegostwa, w więzieniu mokotowskim.
Od stycznia 1952 roku pracował jako księgowy w Cegielni „Ranty” w Giżycku, a w okresie grudzień 1952 roku – wrzesień 1978 roku jako starszy referent ekonomiczny ds. planowania w Spółdzielni Przemysłu Artystycznego „Światowid” w Warszawie.
W 1943 roku ożenił się z Haliną Swic (ur. w 1914 roku). Nie mieli dzieci.

## Ordery i odznaczenia
- Krzyż Srebrny Orderu Virtuti Militari nr 13335